# Achias parilis
Achias parilis är en tvåvingeart som beskrevs av Mcalpine 1994. Achias parilis ingår i släktet Achias och familjen bredmunsflugor. Inga underarter finns listade i Catalogue of Life.